# La Joya (Arequipa)
La Joya es una localidad peruana ubicada en la región Arequipa, provincia de  Arequipa, distrito de La Joya. Es asimismo capital del distrito de La Joya. Se encuentra a una altitud de 1274 msnm. Tenía una población de 3326 habitantes en 1993.

## Clima
| Parámetros climáticos promedio de La Joya | Parámetros climáticos promedio de La Joya | Parámetros climáticos promedio de La Joya | Parámetros climáticos promedio de La Joya | Parámetros climáticos promedio de La Joya | Parámetros climáticos promedio de La Joya | Parámetros climáticos promedio de La Joya | Parámetros climáticos promedio de La Joya | Parámetros climáticos promedio de La Joya | Parámetros climáticos promedio de La Joya | Parámetros climáticos promedio de La Joya | Parámetros climáticos promedio de La Joya | Parámetros climáticos promedio de La Joya | Parámetros climáticos promedio de La Joya |
| Mes                                       | Ene.                                      | Feb.                                      | Mar.                                      | Abr.                                      | May.                                      | Jun.                                      | Jul.                                      | Ago.                                      | Sep.                                      | Oct.                                      | Nov.                                      | Dic.                                      | Anual                                     |
| ----------------------------------------- | ----------------------------------------- | ----------------------------------------- | ----------------------------------------- | ----------------------------------------- | ----------------------------------------- | ----------------------------------------- | ----------------------------------------- | ----------------------------------------- | ----------------------------------------- | ----------------------------------------- | ----------------------------------------- | ----------------------------------------- | ----------------------------------------- |
| Temp. máx. media (°C)                     | 26.9                                      | 26.7                                      | 26.8                                      | 26.1                                      | 25.8                                      | 24.7                                      | 24.3                                      | 24.6                                      | 25.4                                      | 25.9                                      | 26.4                                      | 26.4                                      | 25.8                                      |
| Temp. media (°C)                          | 20.2                                      | 20.1                                      | 19.8                                      | 19                                        | 18.5                                      | 17.2                                      | 17                                        | 17.2                                      | 18                                        | 18.5                                      | 19                                        | 19.4                                      | 18.7                                      |
| Temp. mín. media (°C)                     | 13.5                                      | 13.6                                      | 12.9                                      | 12                                        | 11.3                                      | 9.7                                       | 9.8                                       | 9.8                                       | 10.6                                      | 11.2                                      | 11.7                                      | 12.4                                      | 11.5                                      |
| Fuente: climate-data.org                  |                                           |                                           |                                           |                                           |                                           |                                           |                                           |                                           |                                           |                                           |                                           |                                           |                                           |